# Johann Kremer
Johann Paul Kremer, född 26 december 1883 i Stelberg, Köln, död 8 januari 1965 i Münster, var en tysk läkare och SS-Obersturmführer. Han var från augusti till november 1942 lägerläkare i Auschwitz-Birkenau, där han företog olika medicinska experiment på lägerfångar.
Vid Auschwitzrättegången i Kraków dömdes Kremer i december 1947 till döden, men hans straff omvandlades till livstids fängelse. Han frisläpptes 1958, men dömdes i november 1960 till tio års fängelse av en domstol i Münster. Detta straff ansågs dock vara avtjänat i Polen.